# Radisson Blu
Radisson Blu Hotels & Resorts, anciennement Radisson SAS, est une marque très haut de gamme pour les hôtels Radisson principalement à l'extérieur des États-Unis, incluant ceux en Europe, en Afrique et en Asie. Ceux-ci sont exploités par Carlson Rezidor Hôtel Group.

## Histoire
En 1960, le  SAS Royal Hotel (par la suite Radisson SAS Royal Hotel) de Copenhague, a ouvert au Danemark. Conçu par l’architecte Arne Jacobsen pour SAS International Hotels (SIH) - la division de l'hôtel du groupe Scandinavian Airlines System (SAS) . En 2008, le groupe Rezidor Hôtel possède un portefeuille total de plus de 360 hôtels dans 55 pays. À la suite du retrait de la société Scandinavian Airlines System (SAS) en 2009, un actionnaire important du groupe Rezidor Hôtel, la marque Radisson Blu est créée pour remplacer Radisson SAS.
En 2011, le groupe ouvre son premier hôtel aux États-Unis, le Radisson Blu Aqua Hotel dans l'un des gratte-ciels du centre de Chicago. La marque prévoit d'ouvrir d'autres hôtels aux États-Unis. En 2012, Carlson Hotels et Rezidor Hôtel Group ont fusionné pour former Carlson Rezidor Hôtel Group. Le 20 novembre 2015, un attentat au Radisson Blu de Bamako fait 22 morts.

## Quelques hôtels notables

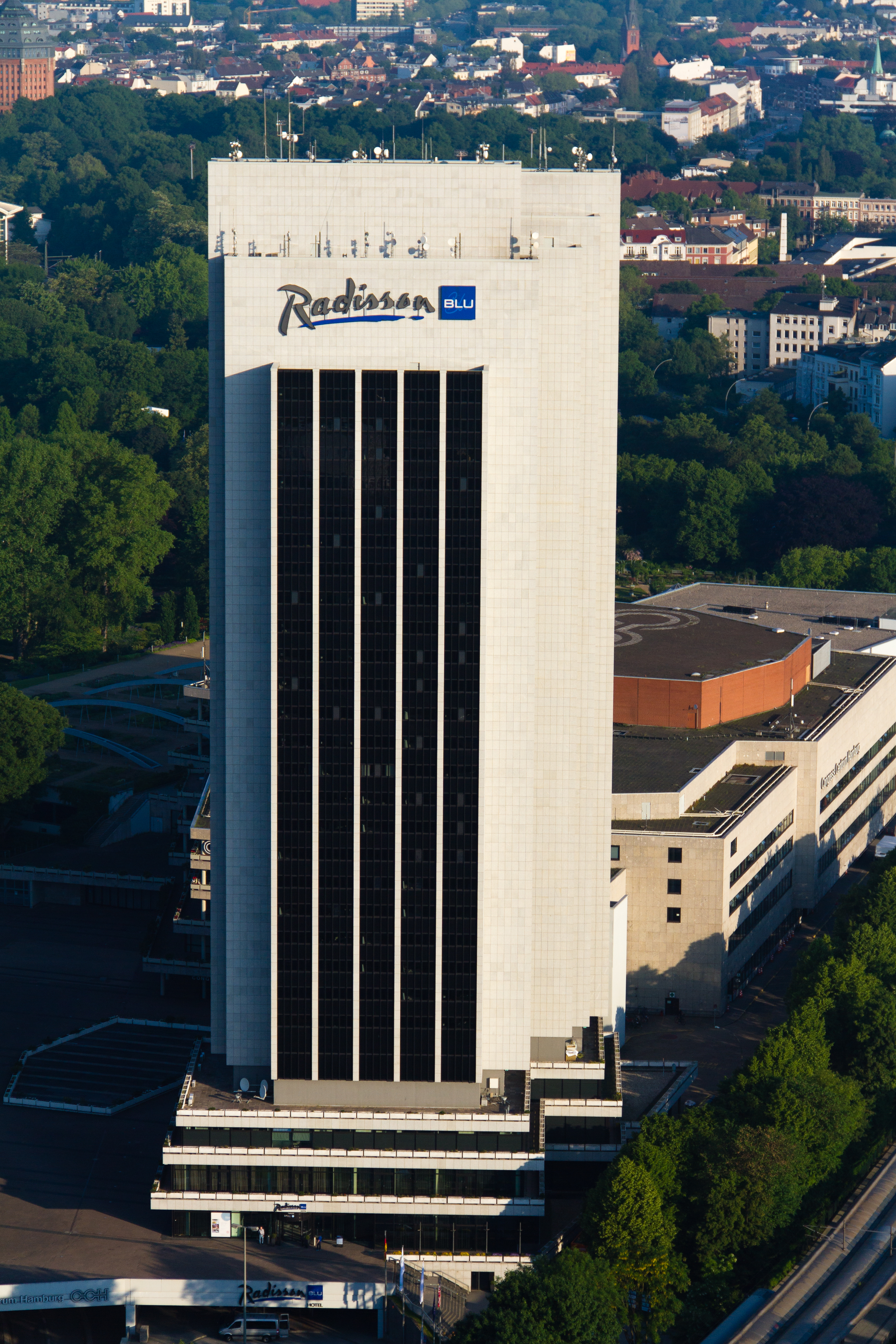
Radisson Blu Hotel Hambourg à Hambourg

Certains hôtels de la marque sont notables :

### En France
- Hôtel Radisson Blu aménagé dans l'ancien Palais de justice de Nantes.
- Hôtel Radisson Blu 1835 situé à Cannes.

### Dans le reste de l'Europe
- Radisson SAS Royal Hotel situé à Copenhague : premier gratte-ciel de la ville.
- Radisson Blu Hôtel situé à Amsterdam.
- Radisson Blu Polar Hotel situé au Spitzberg (Norvège) est l'hôtel le plus au nord du monde[3].
- Radisson Blu Hotel de Berlin a la particularité d'abriter l'AquaDom le plus grand aquarium cylindrique du monde[4].
- Radisson Blu Hotel Hamburg situé à Hambourg en Allemagne
- Radisson Collection Hotel à Moscou, également appelé Hôtel Ukraina, dans l'un des gratte-ciel staliniens
- Radisson Blu Plaza Hotel à Helsinki en Finlande

### Afrique
- Radisson Blu de Bamako (Mali)
- Radisson Blu, Brazzaville (République du Congo)